# アークティック・モンキーズ
アークティック・モンキーズ（Arctic Monkeys）は、イングランド、シェフィールド出身のロックバンド。2002年に結成。

## メンバー

### 現メンバー

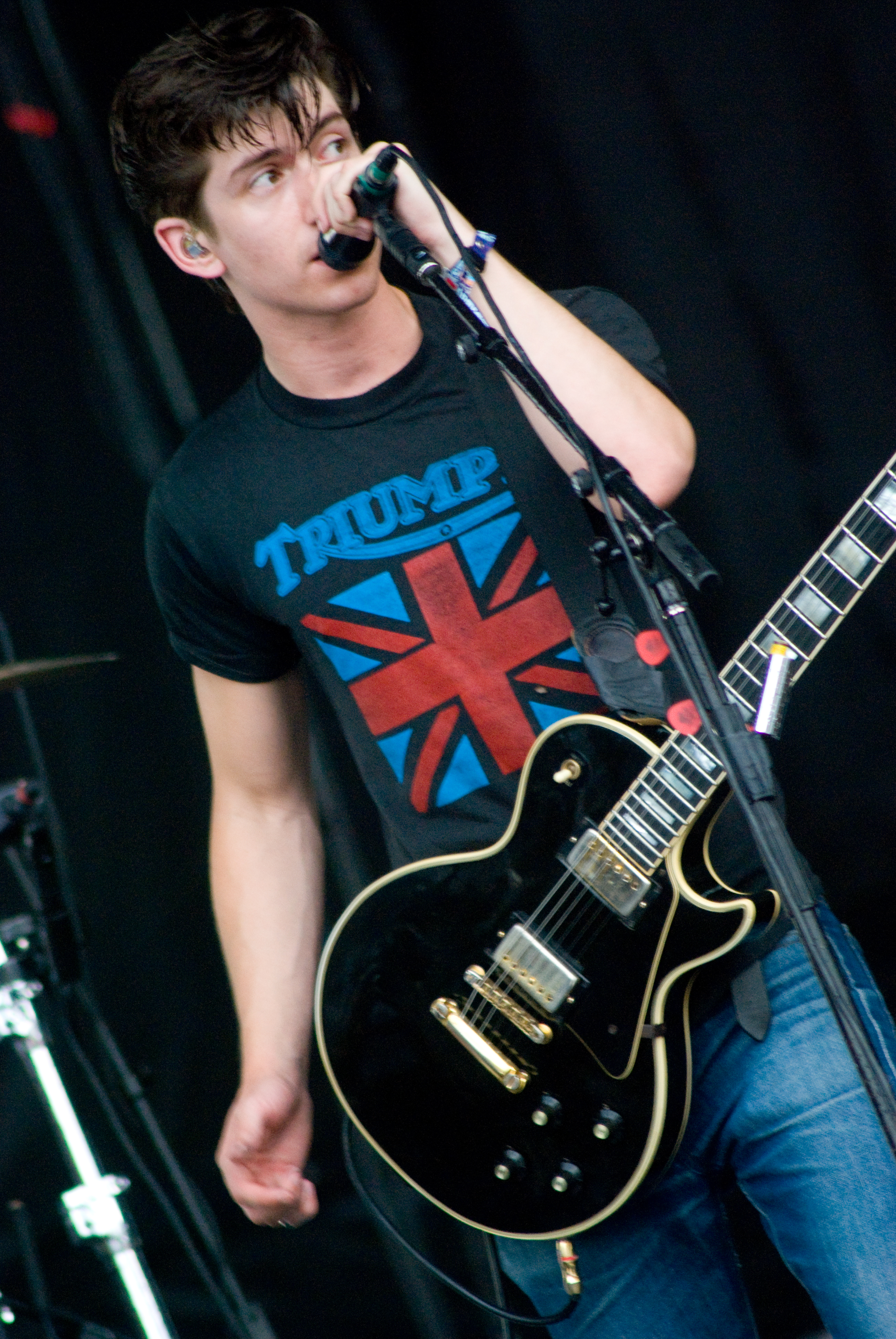
アレックス・ターナー

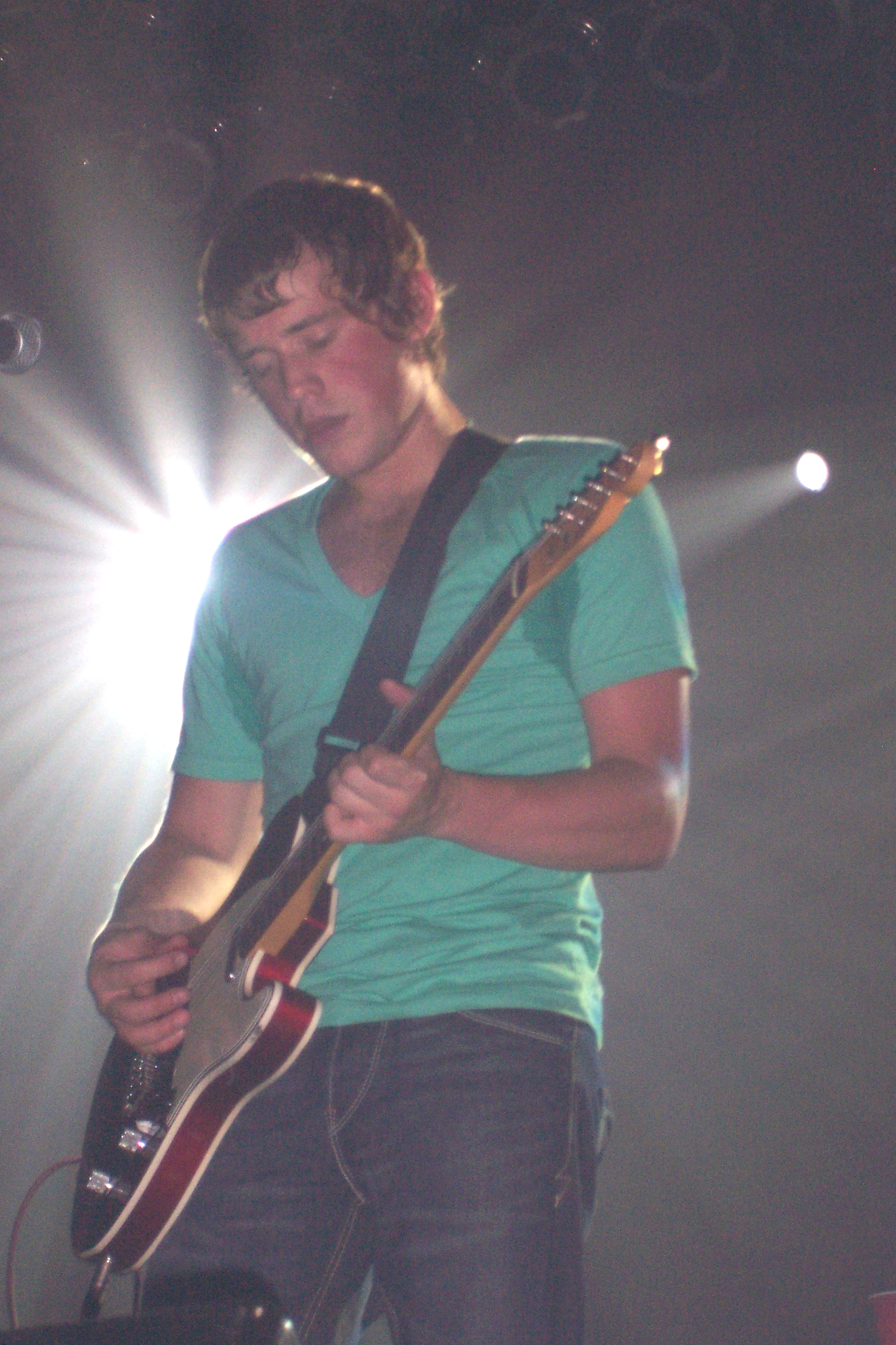
ジェイミー・クック

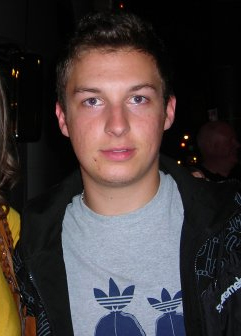
マット・ヘルダース

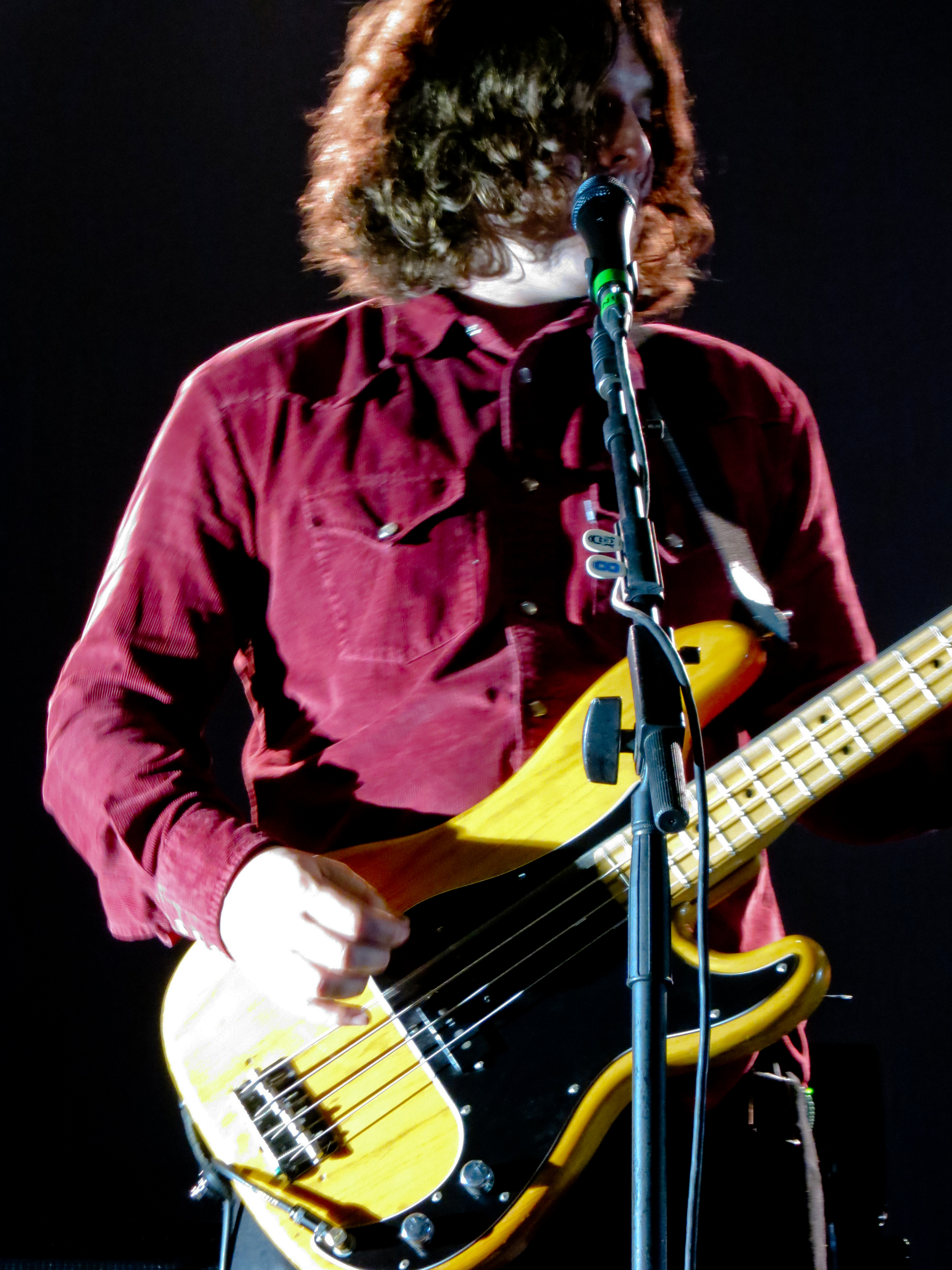
ニック・オマリー

- アレックス・ターナー（Alex Turner, 1986年1月6日 - ）ボーカル・ギター (2002年-現在)
バンドの作詞家。ストーリー性が色濃く、かつシニカルで情景描写の豊かな歌詞が特徴。60年代のオールディーズミュージック、ヒップホップ、ビッグビートなども好み、ロック以外にも造詣は深い。ポーカーフェイスで有名。ラスト・シャドウ・パペッツにおいても活動。
- ジェイミー・クック（Jamie Cook, 1985年7月8日 - ）ギター (2002年-現在)
ギタリスト。バンドのメンバーとして以上に、アレックスとは無二の親友。ヘビーなサウンドのロックを好み、いくつかの楽曲にも反映されている。
2012年7月に婚約を発表。
- マット・ヘルダース（Matt Helders, 1986年5月7日 - ）ドラム (2002年-現在)
ドラマー。手数の多くタメの効いたドラム・スタイルは、ジョン・ボーナムの影響を強く受けていると公言している。テクノ・クラブミュージックなども好み、DJとしても活動。初期は垢抜けない服装をしていたが、現在は自身でファッションデザインのプロデュースをするまでになる。
2013年5月に婚約を発表。
- ニック・オマリー（Nick O'Malley, 1985年7月5日 - ）ベース (2006年-現在)
アンディ脱退後に正式加入。

### セッション＆ツアーミュージシャン
- ジョン・アシュトン（John Ashton）キーボード・ギター・バックボーカル (2009年-現在)

### 旧メンバー
- グリン・ジョーンズ（Glyn Jones）ボーカル (2002年)
- アンディ・ニコルソン（Andy Nicholson, 1986年4月9日 - ）ベース (2002年-2006年)

## 来歴
2001年、アレックス・ターナーとジェイミー・クックが、クリスマスにギターを入手。
2002年の夏、アンディ・ニコルソン（ベース）とマット・ヘルダース（ドラム）が加入。「Bang Bang」というバンド名で、アレックスのガレージにてバンド練習を開始。主にレッド・ツェッペリンなどのカバー曲を演奏し練習。後にバンド名を「Arctic Monkeys」に変更。このバンド名は、ジェイミーが命名した。
2005年1月、デモ音源が"The Sheriff"と名乗る1人のファンによってインターネットに公開されるや、たちまち話題沸騰となり、バンドは7月にインディーレーベルのドミノと契約（他にフランツ・フェルディナンドなどが所属）。10月に、デビュー・シングル「I Bet You Look Good on the Dancefloor」をリリース。全英初登場1位とを獲得すると共に、1週間で4万枚を売り上げるという鮮烈なデビューを飾った。英国メディアはこぞって彼らを「オアシス以来の衝撃」と報じた。
2006年1月23日、1stアルバム『Whatever People Say I Am, That's What I'm Not』をリリース。本作は全英初登場1位に輝き、発売初週で36万枚を売り上げ、当時の英国のアルバム最速売り上げ記録を更新した。同アルバムは英国で最終的に200万枚近くのセールスを記録している。2月にアメリカでもリリースされ、発売1週目に34,000枚を売り上げて（インディーズのデビュー・アルバムとしては史上2番目）、ビルボード初登場24位となる。さらに、英国最大の音楽賞であるブリット・アウォーズなど、国内の主要音楽賞を総なめにして一躍トップ・ランナーの地位を築くことになった。
2007年4月23日に、2ndアルバム『Favourite Worst Nightmare』を発売。全英1位、全米7位など、前作に引き続いて各国で大成功を収めると共に、英国最大のロックフェスであるグラストンベリー・フェスティバルにヘッドライナーとして出演し、早くもその人気は頂点に達している。さらに、同年8月に開催されたサマーソニック07の大トリに大抜擢され、サマーソニックにおいて史上最年少（21歳）・デビューから最速でのヘッドライナーとしての出演を果たした。
2012年7月28日、ロンドンオリンピックの開会式で「I Bet You Look Good on the Dancefloor」とビートルズの「Come Together」の2曲を選手入場終了直後に演奏した。
2013年9月9日、5thアルバム『AM』を発売。全英アルバムチャートにてデビュー作から5作連続で1位を記録し、アメリカでは発売初週に42,000枚を売り上げてBillboard 200チャートで6位にランクインした。
2016年12月、ターナーはバンドの休止が終わって、6枚目のスタジオアルバムの制作を始めたことを、BBCラジオシェフィールドで認めた。同アルバムは2017年9月にレコーディングが始まった。2018年5月11日に『Tranquility Base Hotel & Casino』がリリースされた。
2021年12月8日、ブリング・ミー・ザ・ホライズン、メーガン・ザ・スタリオン、レイジ・アゲインスト・ザ・マシーン、ホールジーらと並び、レディング＆リーズ・フェスティバル 2022の土曜ヘッドライナーとして発表された。2022年8月23日、チューリッヒ・オープンエア・フェスティバルで、新曲「I Ain't Quite Where I Think I Am」を初披露した。その翌日には、同年10月21日にリリースされた7枚目のスタジオアルバム、『The Car』を発表した。同年8月30日には、ターナーが監督したミュージックビデオが付いて、同アルバムからファーストシングル「There'd Better Be a Mirrorball」をリリース。同年10月18日には、「I Ain't Quite Where I Think I Am」がサードシングルとしてリリースされた。

## ディスコグラフィ

### アルバム
| 年   | タイトル                                      | アルバム詳細 | チャート最高位 | チャート最高位 | チャート最高位 | チャート最高位 | チャート最高位 | チャート最高位 | チャート最高位 | チャート最高位 | チャート最高位 | チャート最高位 | 認定                                                                                               |
| 年   | タイトル                                      | アルバム詳細 | UK             | AUS            | BEL            | CAN            | GER            | IRE            | JPN            | NLD            | NZ             | US             | 認定                                                                                               |
| ---- | --------------------------------------------- | --- | -------------- | -------------- | -------------- | -------------- | -------------- | -------------- | -------------- | -------------- | -------------- | -------------- | -------------------------------------------------------------------------------------------------- |
| 2006 | Whatever People Say I Am, That's What I'm Not | - 発売日: 2006年1月23日 - レーベル: Domino - フォーマット: CD, LP, digital download - 全英売上: 163万枚           | 1              | 1              | 9              | 46             | 20             | 1              | 9              | 8              | 5              | 24             | - UK: 6× プラチナ - AUS: プラチナ - CAN: ゴールド - JPN: ゴールド - NZ: ゴールド - US: ゴールド    |
| 2007 | Favourite Worst Nightmare                     | - 発売日: 2007年4月23日 - レーベル: Domino - フォーマット: CD, LP, digital download - 全英売上: 89.5万枚          | 1              | 2              | 3              | 4              | 2              | 1              | 4              | 1              | 4              | 7              | - UK: 3× プラチナ - AUS: ゴールド - JPN: ゴールド                                                  |
| 2009 | Humbug                                        | - 発売日: 2009年8月19日 - レーベル: Domino - フォーマット: CD, LP, digital download - 全英売上: 35.5万枚          | 1              | 2              | 1              | 6              | 4              | 1              | 4              | 2              | 3              | 15             | - UK: プラチナ                                                                                     |
| 2011 | Suck It and See                               | - 発売日: 2011年6月6日 - レーベル: Domino - フォーマット: CD, LP, digital download - 全英売上: 33.3万枚           | 1              | 4              | 2              | 12             | 10             | 3              | 11             | 6              | 7              | 14             | - UK: プラチナ                                                                                     |
| 2013 | AM                                            | - 発売日: 2013年9月6日 - レーベル: Domino - フォーマット: CD, LP, digital download - 全英売上: 91.5万枚           | 1              | 1              | 1              | 3              | 3              | 1              | 10             | 1              | 1              | 6              | - UK: 4× プラチナ - AUS: 2× プラチナ - BEL: ゴールド - IRE: プラチナ - NZ: プラチナ - US: プラチナ |
| 2018 | Tranquility Base Hotel & Casino               | - 発売日: 2018年5月11日 - レーベル: Domino - フォーマット: CD, LP, cassette, digital download - 全英売上: 8.6万枚 | 1              | 1              | 1              | 4              | 4              | 2              | 9              | 1              | 2              | 8              | - UK: ゴールド                                                                                     |
| 2022 | The Car                                       | - 発売日: 2022年10月21日 - レーベル: Domino - フォーマット: CD, LP, cassette, digital download                    | 2              | 2              | 2              | 6              | 5              | 2              | 18             | 2              | 2              | 6              | - UK: ゴールド                                                                                     |

### シングル
- I Bet You Look Good on the Dancefloor （2005年）
- When the Sun Goes Down （2006年）
- Leave Before the Lights Come On （2006年）
- Brianstorm （2007年）
- Fluorescent Adolescent （2007年）
- Teddy Picker （2007年）
- Crying Lightning （2009年）
- Cornerstone （2009年）
- My Propeller （2010年）
- Don't Sit Down 'Cause I've Moved Your Chair （2011年）
- The Hellcat Spangled Shalalala （2011年）
- Suck It and See （2011年）
- Black Treacle （2012年）
- R U Mine? （2012年）
- Do I Wanna Know?  (2013年)
- Why'd You Only Call Me When You're High?  (2013年)
- One for the Road  (2013年)
- Tranquility Base Hotel & Casino  (2018年)
- There'd Better Be a Mirrorball  (2022年)
- Body Paint  (2022年)
- I Ain't Quite Where I Think I Am  (2022年)

### EPs
- Five Minutes with Arctic Monkeys （2005年）
- Who the Fuck Are Arctic Monkeys? （2006年）
- iTunes Live: London Festival '11  （2011年）

### 非公式リリース
- Characters
- Three Epsodes Where Someone Else Got In The Way

### Demo
- Curtains Close
- Knock a Door Run
- On the Run From the MI5
- Ravey Ravey Ravey Club
- Space Invaders
- Wavin' Bye to the Train or the Bus
- Choo Choo

## 日本公演
- 2005年

11月23日(昼・夜)　代官山UNIT
- 2006年

4月2日　Zepp Osaka
4月3日　DIAMOND HALL
4月4日　スタジオコースト
8月12日　サマーソニック大阪
8月13日　サマーソニック東京
- 2007年

3月29日　Zepp Tokyo
8月12日　サマーソニック東京
8月13日　サマーソニック大阪
- 2009年

10月18日　恵比寿リキッドルーム　スペシャルギグ
10月19日　日本武道館
- 2011年

7月29日　フジロック・フェスティバル（苗場スキー場）
- 2014年

8月15日　サマーソニック大阪
8月16日　サマーソニック東京
- 2023年

3月12日　東京ガーデンシアター
3月13日　Zepp Haneda
3月15日　Zepp Osaka Bayside